# Округ Ловиса
Округ Ловиса (енгл. Louisa County) је округ у америчкој савезној држави Вирџинија.

## Демографија
По попису из 2010. године број становника је 33.153, што је 7.526 (29,4%) становника више него 2000. године.
| Група             | 2000.          | 2010.          |
| Белци             | 19.517 (76,2%) | 25.562 (77,1%) |
| Афроамериканци    | 5.530 (21,6%)  | 5.870 (17,7%)  |
| Азијати           | 64 (0,2%)      | 160 (0,5%)     |
| Хиспаноамериканци | 182 (0,7%)     | 762 (2,3%)     |
| Укупно            | 25.627         | 33.153         |